# Jasenová

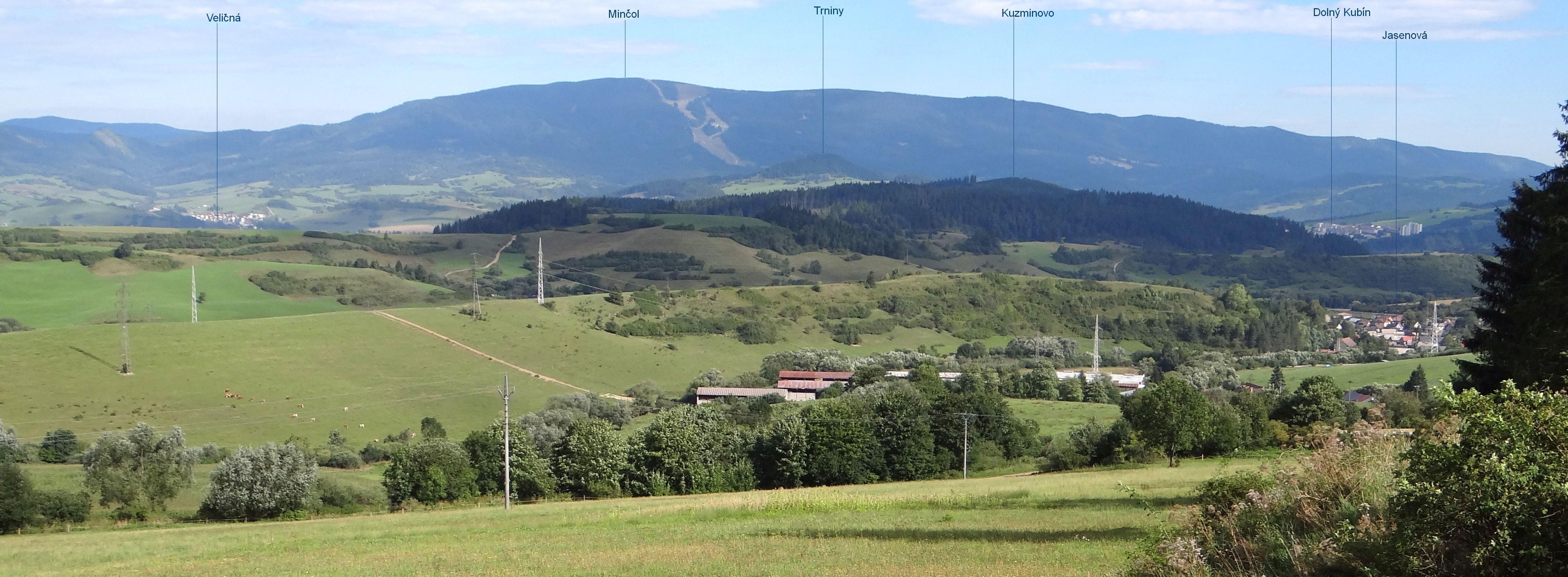
Ogólny widok na wieś Jasenová i okolice

Jasenová – wieś w północnej Słowacji, w kraju żylińskim, w powiecie Dolný Kubín.

## Położenie
Jasenová leży na dolnej Orawie, ok. 5 km na południe od Dolnego Kubína, na Pogórzu Orawskim u północno-zachodnich podnóży masywu Wielkiego Chocza. Jej zabudowania rozciągają się wzdłuż dolin dwóch niewielkich cieków wodnych, łączących się w centrum wsi (ok. 530 m n.p.m.) w Jasenovský potok. Praktycznie całość zabudowy wsi znajduje się poniżej (tj. po zachodniej stronie) drogi krajowej nr 59 z Dolnego Kubína do Rużomberku.

## Historia
Tereny wsi były zamieszkane już w czasach prehistorycznych. W miejscu zwanym Krúžky znaleziono pozostałości cmentarzyska popielnicowego z okresu kultury łużyckiej, zaś w Roztopalovej – ślady osiedla mieszkalnego tej samej kultury. Na pograniczu Jasenovej, Komjatnej i Žaškova, na wzniesieniu Hrádok (717 m), istniał gródek obronny kultury halsztackiej, strzegący szlaku z Liptowa na Orawę. Jaskinia v Jazvinách u podnóży Wielkiego Chocza była czasowo zamieszkiwana zarówno w okresie kultury halsztackiej jak i w średniowieczu.
Wieś wspominana była po raz pierwszy w 1320 r., kiedy założyła ją szlachta przybyła tu z sąsiedniego Liptowa – przodkowie znanej później na Orawie rodziny Čaplovičów. Później, w XVII w., osiedliła się tu inna rodzina drobnej szlachty, pochodzący z niedalekiego Záskalia (dziś część Dolnego Kubína) Bencúrowie. Jasenová była wsią częściowo ziemiańską (część zwana Zemianstvo), a częściowo poddańską (części zwane Závada i Hornianstvo). Zamieszkujący ją chłopi byli poddanymi tzw. „państwa” feudalnego z siedzibą na Zamku Orawskim. Zajmowali się rolnictwem i hodowlą bydła, a także pszczelarstwem i produkcją okowity.

## Osoby związane z miejscowością
Z Jasenovą związanych było w różny sposób wiele osób, zasłużonych dla słowackiej nauki, kultury i tożsamości narodowej. Urodzili się tu m.in.:
- Jozef Bencúr (1728–1784) – pedagog, historyk i publicysta;
- Alexej Čaplovič (1810–1872) – leśnik „państwa“ orawskiego, działacz społeczno-narodowy;
- Ján Čaplovič (1780–1847) – prawnik, publicysta i etnograf, jeden z inicjatorów słowackiego ruchu narodowego;
- Ján Čaplovič (1876–1925) – ksiądz ewangelicki, słowacki działacz narodowy, przeciwstawiający się madziaryzacji;
- Vavrinec Čaplovič (1778–1853) – urzędnik żupy orawskiej, archiwista, bibliofil, założyciel Książnicy Orawskiej;
- Ján Jamnický (1908–1972) – wybitny aktor i reżyser teatralny i filmowy, scenarzysta i pedagog;
- Miloš Janoška (1884–1963) – pedagog, działacz turystyczny, autor pierwszego słowackiego przewodnika po Tatrach (1911) i współzałożyciel (1921) wychodzącego do dziś czasopisma Krásy Slovenska;
- Martin Kukučín (właściwie Matej Bencúr; 1860–1928) – pisarz i publicysta, „ojciec“ współczesnej prozy słowackiej;
- Ján Vávra (1900–1969) – inżynier elektrotechnik, twórca i pierwszy kierownik katedry elektroenergetyki w Słowackiej Wyższej Szkole Technicznej w Bratysławie;
- Ivan Branislav Zoch (1840–1921) – fizyk, pedagog, polihistor i encyklopedysta;
- Cyril Zoch (1845–1873) – ksiądz ewangelicki, słowacki działacz narodowy i publicysta;
- Pavol Peter Zoch (1850–1907) – ksiądz ewangelicki, publicysta i słowacki działacz narodowy.

Mieszkali tu i pracowali w różnych okresach życia także:
- Koloman Bazovský (1866–1950) – pedagog, publicysta, redaktor, w latach 1887–1890 nauczyciel w miejscowej szkole;
- Ondrej Devečka (1884–1967) – ewangelicki ksiądz, nauczyciel szkół średnich, publicysta i polityk, w latach 1910–1923 proboszcz w Jasenovej;
- Juraj Janoška (1856–1930) – ewangelicki ksiądz, pierwszy generalny biskup Kościoła Ewangelicko-Augsburskiego na Słowacji, prezes Macierzy Słowackiej, w latach 1883–1895 proboszcz w Jasenovej;
- Miloslav Krčméry (1860–1902) – ewangelicki ksiądz, kompozytor muzyki kościelnej, publicysta, od 1897 r. do śmierci proboszcz w Jasenovej;
- Štefan Krčméry (1892–1955) – poeta, krytyk literacki, redaktor, sekretarz Macierzy Słowackiej, do 1903 r. uczył się w tutejszej szkole ludowej;
- Ján Vávra (1864–1960) – nauczyciel, botanik, działacz społeczny, od roku 1890 do śmierci mieszkał i pracował w Jasenovej;
- Ctiboh Zoch (1815–1865) – ksiądz ewangelicki, filozof, historyk, poeta i tłumacz, działacz społeczny i kulturalny, od 1837 r. do śmierci proboszcz w Jasenovej.

## Zabytki
- Kościół ewangelicki z 1836 r.
- Dwór (słow. Dobákovský kaštieľ) z 1830 r.
- Zespół dawnej zabudowy wiejskiej, z drewnianymi, zrębowymi chałupami i drewnianymi bramami.
- Dom rodzinny Martina Kukučína z 1856 r.